# Диметродони
Диметродоните (Dimetrodon) са род хищни влечуги от периода перм. Диметродонът е сред най-едрите представители на пермския животински свят – достигал дължина до 3 метра. Диметродонът спада към хищниците от разред Пеликозаври и принадлежи към ранните синапсиди. Обитавал е сухите равнини на Северна Америка преди около 300 млн. години, през периода перм – последния период от палеозойската ера. Името на диметродонът се превежда буквално като „два метра зъби“ (на гръцки: δύο – две, μέτρο – метър, δόντι – зъб).
Най-известната черта на диметродонът е платното на гърба – израстък от кожа и кости. Предполага се, че чрез платното е регулирал телесната си температура. Платното представлява силно издължени гръбначни прешлени, покрити с кожа, богато снабдена с кръвоносни съдове. В най-високата средна част височината на израстъците достигала до 1 м. Платното поглъщало топлината и затопляло кръвта, която впоследствие циркулирала из цялото тяло. Платното изглежда нараствало с възрастта, което се подсказва от намерените останки на млади индивиди.
След достатъчно затопляне, мускулите на диметродона се отпускали и той обикновено тръгвал на лов. Този вид е едно от първите гръбначни сухоземни животни, които можели да убиват други гръбначни, големи колкото него. Вероятно за времето си е бил един от най-смъртоносните сухоземни хищници. Диметродонът бил въоръжен с дълги, остри зъби и се хранел с едри земноводни и влечуги. 
Той е първият вид гръбначно животно с по пет пръста на четирите си крайника.  При движението тялото на диметродона се извивало странично. Женските диметродони охранявали гнездата си до излюпването на малките.

## Видове
- D. angelensis Olson, 1962
- D. booneorum Romer, 1937
- D. dollovianus Cope, 1888
- D. fritillus Cope, 1878
- D. giganhomogenes Case, 1907
- D. gigas Sternberg, 1942
- D. grandis Case, 1907
- D. limbatus Cope, 1877
- D. loomisi Romer, 1937
- D. macrospondylus Cope, 1884
- D. milleri Romer, 1937
- D. natalis Cope, 1877
- D. occidentalis Berman, 1977
- D. platycentrus Case, 1907
- D. teutonis Berman, Reisz, Martens & Henrici, 2001